# Steatoda americana
Steatoda americana är en spindelart som först beskrevs av James Henry Emerton 1882.  Steatoda americana ingår i släktet vaxspindlar, och familjen klotspindlar. Inga underarter finns listade i Catalogue of Life.